# 石码特种区
石码特种区，是中华民国大陆时期福建省的一个准县级行政单位，为二等特种区，特种区类别为河港或商埠类。

## 历史沿革
石码地区是福建与台湾的重要贸易商埠之一，原名石谿，嘉靖年间始称石码，该地曾设立石码厅，为漳州府下的分防厅，宣統二年（1910年）改为龙溪县第六区。民国2年（1913年）拟设石码县但未能成功，2年后龙溪开始往该地派驻县佐。1936年7月，因当地政务繁多，福建省政府析龙溪县第六区设立石码特种区，为准县级建制，直属于福建省第五行政督察区，并下辖原龙溪县的第三区和第四区。抗日战争全面爆发后，石码与台湾的贸易被迫中止，1938年5月厦门沦陷后，石码税收骤减，已无法维持行政，遂请求重新并入龙溪县，期间虽有反对的意见，但最终于当年8月裁撤建制，复为龙溪县县辖区。今为漳州市龙海区区治石码街道。